# Nędzówka
Nędzówka – część wsi Kościelisko położonej w województwie małopolskim, w powiecie tatrzańskim, w gminie Kościelisko.
W latach 1975–1998 Nędzówka administracyjnie należała do województwa nowosądeckiego.
Znajduje się przy szosie z Zakopanego do Kir, pomiędzy Kirami a wylotem Doliny Małej Łąki. Rozłożone jest na niewyraźnym dziale wodnym zwanym Nędzowskim Działem, oddzielającym Rów Kościeliski od Rowu Zakopiańskiego.
Nazwa osiedla pochodzi od nazwiska pierwszych osadników na tym miejscu (Nędza). Początkowo była to tylko śródleśna polana, dopiero potem w wyniku wycinania lasów połączyła się z innymi osiedlami Kościelisk. W drugiej połowie XIX wieku na Nędzówce było już 12 gospodarstw. Po roku 1971 rozpowszechniano nową nazwę dla tego osiedla – Nowa Polanka. Nazwa jednak nie została oficjalnie zatwierdzona, ustawa zabrania bowiem zmiany nazw o historycznym znaczeniu. Nieprawidłowe jest też podawanie przez niektórych autorów dla Nędzówki nazwy Nędzów Gronik, ta nazwa bowiem odnosiła się do osiedla Gronik.
Na Nędzówce mieszkał Stanisław Nędza-Kubiniec – poeta i działacz Związku Podhalan. Dla turystów osiedle to jest jednym z punktów wypadowych do turystyki w Tatry.

## Szlak turystyczny
– Droga pod Reglami (szlak turystyki pieszej, rowerowej i nartostrada)
 – czerwony szlak turystyczny z Nędzówki przez Staników Żleb na Przysłop Miętusi. Czas przejścia: 1:30 h, z powrotem 1:10 h